# Musée de géologie René-Bureau
Le musée de géologie René-Bureau est un musée qui porte sur la géologie. Il est situé sur le campus de l'Université Laval, dans la ville de Québec, au Canada, et il est géré par le département de géologie et de génie géologique de ladite université. Il contient plus de 40 000 spécimens de roches, de minéraux et de fossiles représentatifs du patrimoine géologique mondial.

## Localisation

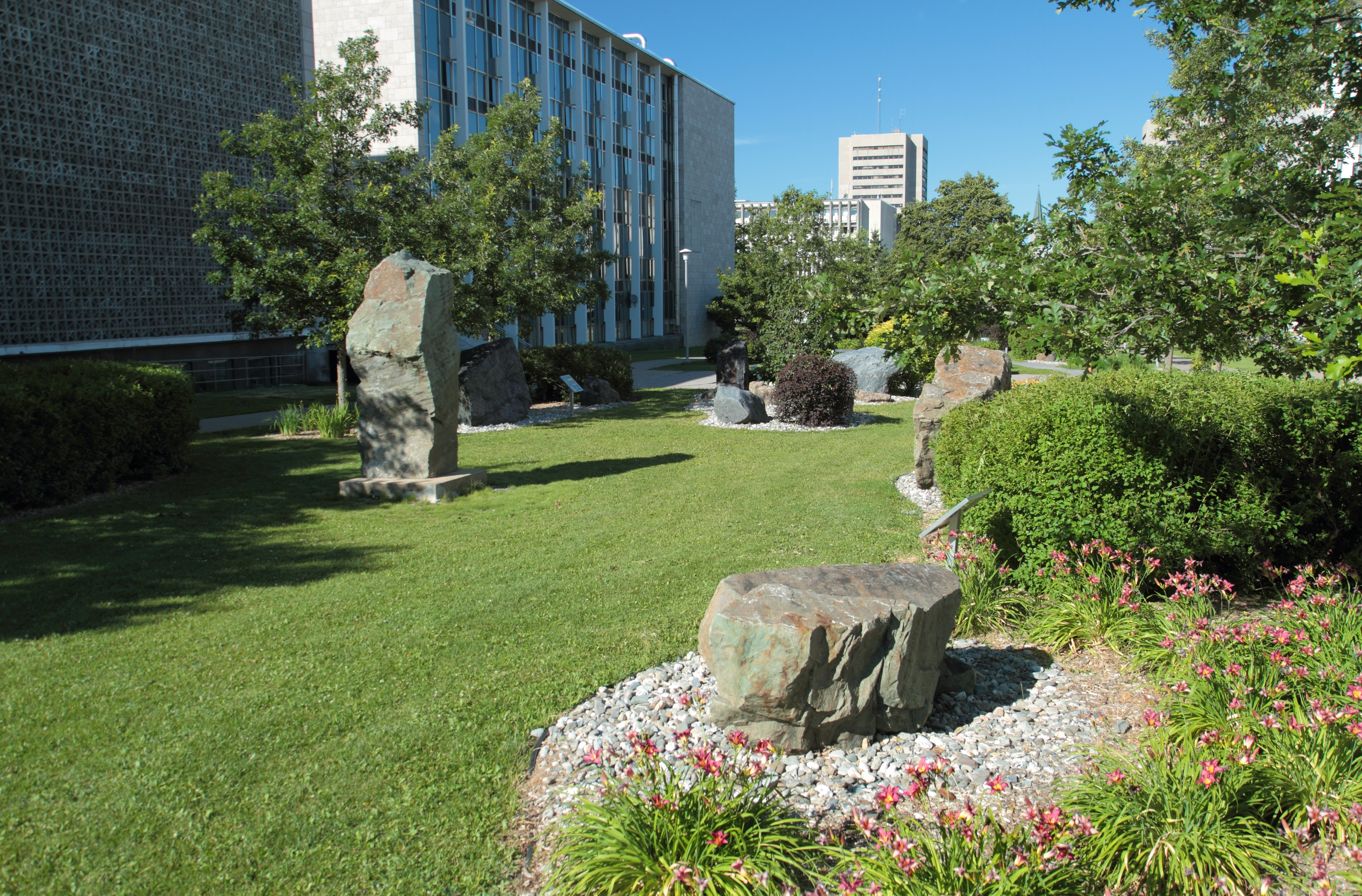
Le Jardin géologique situé entre les pavillons Adrien-Pouliot et Alexandre-Vachon

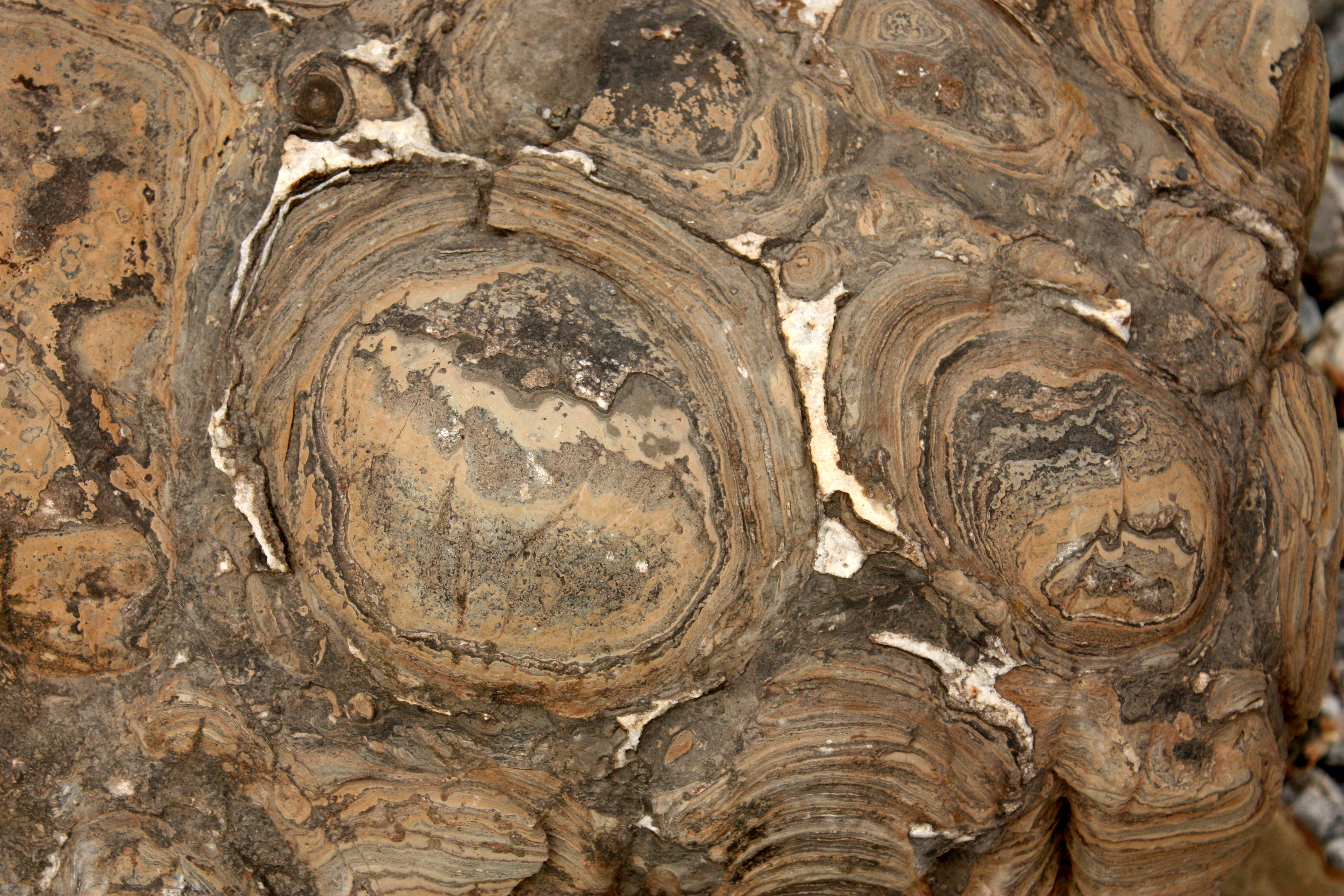
Stromatolites fossilisés dans un bloc erratique au Jardin géologique

La collection est localisée dans les locaux du pavillon Adrien-Pouliot et du pavillon Louis-Jacques-Casault.  La majeure partie de la collection est réservée à un usage interne pour l'enseignement et la recherche. Cependant, environ 20 % des spécimens sont disposés pour consultation publique dans les couloirs du 4e étage du pavillon Adrien-Pouliot derrière une série de vitrines murales.  De plus, à l'extérieur entre les pavillons Adrien-Pouliot et Alexandre-Vachon, se trouve le Jardin géologique où sont rassemblés près d'une quarantaine d'exemples de minerais exploités au Québec.

## Historique
L'origine du musée de géologie René-Bureau remonte au début du XIXe siècle avec le Séminaire de Québec. Le développement du Musée, depuis lors, se fractionne en quatre grandes étapes : 1816-1852, Séminaire de Québec; 1852-1932, Université Laval, Vieux-Québec; 1939-1962, École des Mines, boulevard de l'Entente; 1962-1985, pavillon Adrien-Pouliot.

### 1816-1852, Séminaire de Québec
Le point de départ de la collection semble être un ensemble de 429 spécimens assemblé par le minéralogiste René Just Haüy. C'est une lettre datée du 16 juin 1816 trouvée dans les archives du Séminaire de Québec, adressée au procureur du séminaire et écrite par le père Philippe-Jean-Louis Desjardins, qui nous renseigne sur cette question. Les annales du séminaire font aussi état de l'addition de spécimens à la collection d'origine.  On estime qu'à cette époque le nombre de spécimens a dû s'élever à près de 3 000.

### 1852-1932, Université Laval, Vieux-Québec
En 1858, la taille de la collection s'élève à près de 4 000 échantillons.  Par la suite, l’abbé Joseph-Clovis-Kemner Laflamme, enseignant au Séminaire de Québec et à l’Université Laval de 1870 à 1909 et trois fois recteur de l’Université Laval de 1871 à 1910, contribua beaucoup à l'enrichissement de la collection. Parmi les dons reçus pendant cette période, notons entre autres en 1899 un ensemble en provenance du Muséum national d'histoire naturelle (dont le siège est à Paris, en France), comportant des échantillons collectionnés par le minéralogiste français Pierre Louis Antoine Cordier. De 1917 à 1936, l'abbé Alexandre Vachon fut conservateur du Musée.

### 1939-1962, École des Mines, Boulevard de l'Entente
De 1937 à 1967, la fonction de conservateur fut assurée par l'abbé J.-W. Laverdière. En 1939, le Musée sera déplacé dans le nouvel édifice où sera fondée l'École des Mines, de Géologie et de Métallurgie sur le boulevard de l'Entente à Québec. À partir de 1940, René Bureau fut nommé conservateur adjoint du Musée jusqu'en 1968, puis conservateur jusqu'en 1979. L'augmentation du corps professoral et les activités de recherche qui en résultent pendant cette période ont pour conséquence d'accroitre toujours plus la taille de la collection qui atteint alors les 15 000 spécimens. Entre autres contributeurs, notons Franco Rasetti, professeur au département de physique de l'Université Laval de 1939 à 1947 qui enrichit la collection de spécimens de trilobites provenant des environs de Québec.

### 1962-1985, Pavillon Adrien-Pouliot
Le Musée fut relocalisé au site actuel à la suite de la construction de la Cité universitaire.  C'est à René Bureau, encore conservateur adjoint du Musée, que revint la tâche de concevoir les présentoirs muraux où repose une partie de la collection au pavillon Adrien-Pouliot. Il s'inspira pour ce faire des vitrines murales du National Museum of Natural History aux États-Unis.  René Bureau contribua beaucoup au développement du Musée, notamment en l'enrichissant de fossiles de poissons et de plantes en provenance du parc national de Miguasha en Gaspésie.  En reconnaissance de sa contribution importante pour le Musée, celui-ci fut nommé le « musée de géologie René-Bureau » le 18 mai 2000.
En 1979, au moment où André Lévesque remplace René Bureau à titre de conservateur, le Musée comporte 32 000 spécimens.  En 2003, la taille de la collection dépasse 40 000 spécimens.